# Municipio de Elmira (Minnesota)
El municipio de Elmira (en inglés, Elmira Township) es un municipio del condado de Olmsted, Minnesota, Estados Unidos. Tiene una población estimada, a mediados de 2022, de 350 habitantes.
Abarca una zona exclusivamente rural.

## Geografía
Está ubicado en las coordenadas 43°53′29″N 92°8′16″O / 43.89139, -92.13778. Según la Oficina del Censo de los Estados Unidos, tiene una superficie de 90.3 km², correspondientes en su totalidad a tierra firme.

## Demografía
Según el censo de 2020, en ese momento había 347 personas residiendo en la zona. La densidad de población era de 3.8 hab./km². El 95.4 % de los habitantes eran blancos, el 0.3 % era afroamericano, el 0.3 % era asiático, el 0.3 % era de otra raza y el 3.7 % eran de una mezcla de razas. Del total de la población, el 1.44 % eran hispanos o latinos de cualquier raza.